# Континентални праг
Континентални праг или шелф представља продужени део копна који се налази испод површине плитког мора. Ова појава је карактеристична за периоде отопљавања који наступају након ледених доба (периода глацијације) а који се називају периоди интерглацијације. Дакле реч је о потопљеном делу копна, који је у периодима глацијације, када је ниво мора би нижи био копно. Prag koji okružuje ostrvo poznat je kao izolacijski prag.
Континентална маргина, између континенталног прага и абисалне равни, састоји се од стрме континенталне падине, окружене равним континенталним успоном, у којем се накупљају седименти са континента изнад каскада низ падину, као гомила у подножју падине. Продужујући до 500  (310 ) од падине, састоји се од густих седимената које таложи струја замућења с прага и падине. Континентални успон је подручје између градијента нагиба и континенталног прага.
Према Конвенцији Уједињених нација о поморском праву назив континентални праг је добио правну дефиницију као протежуће морско дно уз обале одређене земље којој припада.

## Типологија
Према морфогенези континенталних шелфова могу се издвојити три њихова основна типа: абразионо-трансгресивни, акумулативни и структурни.
Абразионо-трансгресивни шелфови су у ствари и абразионо акумулативни. Настају абрадирањем обала које лагано тону. Ово тоњење олакшава абразиони процес а шелф се шири и на рачун копна и према пучини. Шелф се према пучини шири нагомилавањем абрадираног наносног материјала. 
Акумулативни шелфови формирају се на местима где се са копна врши знатно нагомилавање растреситог наносног материјала. То су најчешће ушћа великих река које се уливају у океане. Акумулативни шелфови запажају се у Жутом мору, у Сијамском заливу, у морима северног Сибира итд. У областима већих географских ширина, које су биле захваћене ледницима у недавној геолошкој прошлости, шелф је засут огромном масом моренског материјала који је формиран и нанесен глацијалним радом ледника. Од тог материјала изграђена су многа острва на шелфу. 
Структурни шелфови образовани су на површини благо нагнутих праплоча, које плитко залазе испод нивоа океана. Њихова површина поклапа се са површином праплоча због чега и имају структурни карактер.

## Географска дистрибуција
[[Датотека:Elevation.jpg|thumb|right|350px|{{legend|#03FCDE|Глобални континентални праг, посветљен цијаном]]
Ширина континенталног прага знатно варира – није неуобичајено да га неко подручје уопште нема, посебно тамо где предњи руб напредне океанске плоче зарања испод континенталне коре у обалској субдукцијској зони, попут обале Чилеа или западне обале Суматре. Највећи – Сибирски праг у Арктичком океану – протеже се у ширину до 1500 . Јужно кинеско море налази се преко још једног опсежног подручја континенталног прага, Сундајског, који спаја Борнео, Суматру и Јаву на азијско копно. Друга позната водна тела која прелазе континенталне прагове су Северно море и Персијски залив. Просечна ширина континенталних прагова је око 80 . Дубина прага такође варира, али углавном је ограничена на воду плићу од 100 m. Нагиб прага је обично прилично низак, реда 0,5°.
Иако се континентални праг третира као физиографска провинција океана, он није део самог корита дубоког океана, већ поплављеног руба континента. Пасивна континентална маргина попут већине обала Атлантика имају широке и плитке прагове, начињене од дебелих седиментних клинова изведених дуготрајном ерозијом суседног континента. Активна континентална маргина има уске, релативно стрме прагове, због честих земљотреса који преносе седименте у дубоко море.
| Океан                   | Средња вредност активне маргине () | Максимум активне маргине () | Средња вредност пасивне маргине () | Максимум пасивне маргине () | Средња вредност укупне маргине () | Максимум укупне маргине () |
| ----------------------- | ---------------------------------- | --------------------------- | ---------------------------------- | --------------------------- | --------------------------------- | -------------------------- |
| Северни ледени океан    | 0                                  | 0                           | 104,1 ± 1,7                        | 389                         | 104,1 ± 1,7                       | 389                        |
| Индијски океан          | 19 ± 0,61                          | 175                         | 47,6 ± 0,8                         | 238                         | 37 ± 0,58                         | 238                        |
| Медитеран и Црно море   | 11 ± 0,29                          | 79                          | 38,7 ± 1,5                         | 166                         | 17 ± 0,44                         | 166                        |
| Северни Атлантски океан | 28 ± 1,08                          | 259                         | 115,7 ± 1,6                        | 434                         | 85 ± 1,14                         | 434                        |
| Северни Тихи океан      | 39 ± 0,71                          | 412                         | 34,9 ± 1,2                         | 114                         | 39 ± 0,68                         | 412                        |
| Јужни Атлантски океан   | 24 ± 2,6                           | 55                          | 123,0 ± 2,5                        | 453                         | 104 ± 2,4                         | 453                        |
| Јужник Тихи океан       | 214 ± 2,86                         | 357                         | 96,1 ± 2,0                         | 778                         | 110 ± 1,92                        | 778                        |
| Сви океани              | 31 ± 0,4                           | 412                         | 88,2 ± 0,7                         | 778                         | 57 ± 0,41                         | 778                        |

## Топологија
Праг се обично завршава на месту повећања нагиба (званог прекид прага). Морско дно испод прекида је континентална падина. Испод падине је „континентални успон“, који се коначно стапа у дубоко океанско дно, абисалну раван. Континентална праг и падина део су континенталне маргине.
Подручје прагова обично се дели на „унтрашњи“, „средњи“ и „спољни континентални праг“, сваки са својим специфичном геоморфологијом и биологијом мора. Карактер прага се драматично мења на његовом прелому, где започиње континентални нагиб. Уз неколико изузетака, прелом прагова налази се на изразито уједначеној дубини од око 140 m; ово је вероватно обележје прошлих ледених доба, када је ниво мора био нижи него што је сада.
Континентала падина је пуно стрмија од прага; просечни угао је 3°, али може бити и нижи од 1° или чак 10°. Нагиб је често пресечен подморским кањонима. Физички механизми који су били укључени у формирање ових кањона нису били добро схваћени до 1960-их.

## Седименти
Континентални прагови прекривени су теригеним (земљастим) седиментима; то јест оним који произилазе из ерозије континената. Међутим, мало талога је из струје река; око 60–70% седимената на светским праговима представља „реликтни седимент“ који се таложио током последњег леденог доба, када је ниво мора био 100–120 m нижи него сада,
Седименти обично постају све финији са удаљеношћу од обале; песак је ограничен на плитке, таласасто узбуркане воде, док су муљ и глине таложени у више тихој, дубокој води далеко од обале. Они се акумулирају по 15–40  сваког миленијум, много брже од дубокоморских пелагијских седимената.

## Морски прагови
Морски прагови се односе на океанске воде на континенталном полу. Њихово кретање контролишу комбиновани утицаји плиме, присиљавања ветром и бочатне воде настале из речних дотока (регије утицаја слатке воде). Ове регије често могу бити биолошки врло продуктивне због мешања узрокованог плитким водама и повећаним брзинама струје. Упркос покривању само око 8% Земљине површине океана, морски прагови подржавају 15-20% глобалне примарне продукције..
Док је Северно море један од боље проучених морских прагова није нужно репрезентативан за сва постојећа мора јер се може наћи широк распон понашања. Морским коритима Индијског океана доминирају главни речни системи, укључујући Ганг и Инд. Морски прагови Новог Зеланда су компликовани, јер потопљени континент Зеаландија ствара широки плато. Морски прагови око Антарктика и у Арктичком океану су под утицајем производње морског леда и полинија.
Постоје докази да промена ветра, кише и регионалних океанских струја у загрејавајућем океану имају утицаја на нека мора. Побољшано прикупљање података путем Интегрираног система за проматрање океана у регијама морских поља омогућују идентификацију тих промена.

## Биота
Континентални прагови обилују животом због сунчеве светлости која је доступна у плитким водама, за разлику од биотске пустиње океана абисалних равни. Окружење пелагијских водених стубова континенталног прага чини неритска зона, а провинција бентика (морског дна) је сублиторална зона. Прагови чине мање од десет посто океана, а груба процена сугерише да само око 30% морског дна на континенталном делу прими довољно сунчеве светлости да омогући бентоску фотосинтезу. Иако су прагови обично плодни, ако преовладавају аноксијски услови током седиментације, наслаге могу током геолошког времена постати извори за фосилно гориво.

## Економски значај
Иако релативно доступни, континентални прагови најбоље су схваћени део океанског дна. Већина комерцијалне експлоатације из мора, попут металних и неметалних руда и угљоводоника, одвија се на континенталном полу.
Суверена права над њиховим континенталним праговима до дубине од 100 m или на удаљености на којој су дубину вода допуштених за искориштавање ресурса захтевале поморске државе које су потписале Конвенцију о континенталном прагу коју је саставила УН-ова Међународна комисија за поморско парво 1958. године. Ово је делом супституисало Конвенцију УН о поморском праву. којим је створена ексклузивна економска зона од 200 наутичких миља, плус права на континентални праг за државе с физичким континенталним праговима који се протежу изван те удаљености.
Законска дефиниција континенталног прага знатно се разликује од геолошке дефиниције. UNCLOS наводи да се протеже до границе континенталне маргине, али не мање од 200  и не више од 350  од почетне линије. Тако насељена вулканска острва, попут Канара, немају стварни континентални праг, иако имају легални континентални праг, док ненасељена острва немају праг.